# Ingeborg Buhl
 Der er for få eller ingen kildehenvisninger i denne artikel, hvilket er et problem. Du kan hjælpe ved at angive troværdige kilder til de påstande, som fremføres i artiklen.

Ingeborg Buhl (17. april 1890 i København – 22. april 1982 i Himmelev sogn) var en dansk forfatter, oversætter og kulturpersonlighed.

## Biografi
Ingeborg Buhl tilbragte sin første barndom i Leipzig, hvor hendes danske far Frants Peder William Buhl (1850-1932) var professor. I 1898 flyttede familien tilbage til København, hvor Ingeborg Buhls tyskfødte mor Frieda Wilhelmine Görnemann (1855-1934) engagerede sig i kvindesagen. I 1912 tog Ingeborg Buhl faglærereksamen i tysk og historie og underviste dernæst i en årrække.
1935-1977 boede Ingeborg Buhl på Roskilde Adelige Jomfrukloster.
I 1938 udkom hendes første bog, novellesamlingen Mellem Himmel og Jord. Novellen blev hendes foretrukne form.
Som mangeårig redaktør af Hasselbalchs Kulturbibliotek (1951 – 1969) oversatte hun en lang række bøger fra de mange sprog, hun beherskede.
Hun udgav også digte, artikler, essays og børnebøger og deltog i den offentlige debat. Af fagbøger har hun bl.a. udgivet Lumske ord og vendinger i hhv. engelsk, tysk og fransk med erfaringer fra hendes oversættervirksomhed.
Hun modtog i 1959 Direktør J.P. Lund og hustru Vilhelmine Bugges Legat, i 1964 Herman Bangs Mindelegat, i 1965, 1975 og 1977 legater fra Statens Kunstfond, i 1966 Kollegernes Ærespris, i 1970 Dansk Oversætterforbunds Ærespris og i 1977 Adam Oehlenschläger Legatet.

## Udvalgt bibliografi
- Mellem Himmel og Jord, noveller, 1938
- Sidsel Orne, roman, 1938
- Roskilde adelige Jomfrukloster 1699-1949 (sammen med Arthur Fang), 1949
- Strejflys, noveller, 1956
- Tvelys, noveller, 1958
- Mosaik, noveller, 1960
- Vjera, noveller, 1961
- Portrætsamlingen i Roskilde adelige Jomfrukloster, 1961
- Ad veje du ikke ved, noveller, 1964
- Vigende horisonter, noveller, 1965
- Med blændede lygter, noveller, 1966
- Nattegængeren, noveller, 1970
- Den gale fru Anne, noveller, 1972
- Elgen, noveller, 1974
- Skyggeliv, roman, 1977